# 음식 축제
음식 축제는 주로 생산되는 음식을 중심 주제로 삼는 축제이다. 이 축제는 수확을 축하하고 풍성한 재배 기간에 감사를 표함으로써 지역 사회를 하나로 묶는 수단이었다.

## 역사
전 세계의 음식 축제는 전통 농업 기술과 계절을 기반으로 하는 경우가 많다. 음식 축제는 제공되는 음식을 준비하거나 축제가 열리는 기간을 통해 지역의 음식 문화와 관련이 있다. 음식 축제는 지역 문화유산을 강화하는 주체로 간주되며, 동시에 이 문화유산을 기념하는 동시에 국내 또는 국제 관객을 위해 상품화한다. 역사적으로 문화적으로 중요한 음식 수확 기간과 일치하지만, 현대 음식 축제는 일반적으로 기업체 또는 비영리 단체와 연관되어 있으며 축제에 대한 많은 마케팅에 참여한다. 왜냐하면 그들의 성공은 지역 사회, 지역에 얼마나 많은 수익을 창출하는지에 따라 측정되기 때문이다. 현대 음식 축제는 또한 음식 관광 산업의 큰 부분을 차지하며, 음식 축제와 지역 요리를 활용하여 특정 지역의 광범위한 관광 산업을 지원한다.

## 음식 관광
음식 축제는 빠르게 거대한 음식 관광 산업의 일부가 되고 있다. 음식 관광 자체는 전 세계적으로 관광 산업의 중요한 부분이 되었으며, 음식 축제의 존재는 지역 산업 발전을 지원하는 것으로 나타났다. 음식 축제는 많은 지역의 목적지 브랜딩에서 중요한 부분으로, 개인이 매력적이지 않은 지역을 방문하고 도시 제품 환경 외부에서 지역 제품과 서비스를 홍보할 수 있는 이벤트 기반 이유를 만든다. 여러 사례 연구에 따르면 음식 축제는 잠재적으로 사회적 지속 가능성을 향상시키는 동시에 관광 및 숙박 산업을 크게 지원할 수 있는 것으로 나타났다. 음식 관광은 사람들이 전 세계 음식 축제에 참석하는 중요한 이유이기도 하다. 연구에 따르면 음식 관광에 참여하는 것은 개인이 미래에 다시 축제에 참석할 것이며 음식 관광 및 음식 축제 참석에 협력적인 요소가 있음을 나타낸다.